# 暗黒と神秘の骨
『暗黒と神秘の骨』(あんこくとしんぴのほね、Shadow and Bone)はエリック・ハイセラー原案のNetflixオリジナルのファンタジードラマ。リー・バーデュゴの小説シリーズである『魔法師グリーシャの騎士団』三部作および『Six of Crows』二部作に基づく。シーズン1は2021年4月23日に、シーズン2は2023年3月16日に配信された。2023年11月、シリーズは打ち切られた。

## あらすじ

### シーズン1
機関銃や蒸気機関車と魔法が混在する、中世と近代が入り混じる世界を舞台とし、人名や地名や設定などはスラヴ文化から多くを借りる。ラヴカ王国は、怪物ヴォルクラが人々を襲う「影溜まり」と呼ばれる超自然的な領域で東西に分断されている。ラヴカには各々が特定の魔法をふるう「魔法師グリーシャの騎士団」が存在する。一般人は第1軍を、グリーシャは第2軍を構成する。主人公のアリーナ・スターコフは、すべての国民が受けなければならないグリーシャの判別試験を避けてきたが、「影溜まり」に対抗できる、「太陽の召喚者」と呼ばれる伝説的なグリーシャであることが判明する。アリーナは幼馴染の「追跡者」マルと引き離され、キリガン将軍によって首都の小王宮に連れてこられてグリーシャとしての訓練を受ける。強力なグリーシャでもあるキリガンを恋するようになるが、闇に落ち、「影溜まり」を作り出したのはキリガンだと、その母バグラに明かされて王宮を逃げ出す。キリガンのスパイのジェンヤが王を病気にする。数百年前、グリーシャが迫害されていたころ、王に愛する女性を殺されたキリガンが怒りのあまり「影溜まり」を作り出している。
西ラヴカにいたキリガン将軍のスパイであるグリーシャのニーナは敵国フョーダのドゥルスケラ兵の魔女狩人マティアスに誘拐されるも、二人の乗る船は難破する。二人は親密となり、ニーナは危機に陥ったマティアスを奴隷商人と偽って捕らえさせて救うも、マティアスは裏切られたと思い込む。
西ラヴカのギャング「クロウ」のリーダーのカズは大金目当てにアリーナを誘拐する仕事を引き受け、手下のイネジュ、ジェスパーとともに「影溜まり」を渡って東ラヴカに渡る。王宮に忍び込み、逃げ出したアリーナを手に入れる。アリーナはクロウから逃げ、自分を探しに来たマルに再会する。二人はアリーナの力を増幅する「モロツォーヴァの牡鹿」を探しに北に行くが、キリガンに捕まり、アリーナは牡鹿の角を体に埋め込まれた上で能力の制御を奪われる。
キリガンはアリーナを船に乗せて「影溜まり」に入るが、「影溜まり」を破壊せず敵を倒すために使おうとする。クロウとマルはアリーナを奪回するために船に乗り込み、キリガンおよび手下と闘って倒す。アリーナは光を呼び仲間たちをヴォルクラから救う。アリーナとマルは逃げる。西ラヴカに戻ったクロウはニーナと出会う。キリガンは生き延びている。

### シーズン2
アリーナとマルは、私掠船の船長ユーリの助けで第二の増幅物「海竜」を手に入れる。ラヴカに戻り「影溜まり」破壊を試みて失敗した後、グリーシャを集めた避難所「糸車」に来る。ユーリは、死去した王の次男ニコライ王子であると明かし、グリーシャとの同盟で王国を立て直すためにアリーナと婚約する。キリガンの使う「闇の怪物」（ニチェヴォーヤ）が祝宴を襲い、皇太子を殺す。マルは闇の怪物を倒すため、伝説の剣ネシェンヤーを探すよう、クロウに使いを送る。マルは自分こそが第三の増幅物「火の鳥」であることを知り、「影溜まり」を破壊するために自らを犠牲にする覚悟をする。
クロウはケテルダムに戻り、爆破師ワイランを加えて街を支配する仇敵ペッカ・ロリンズを倒す。ニーナは囚われのマティアスを救うためにクロウに力を貸す。クロウはシュー・ハンに行きネシェンヤーを得て、ヴァルカのニコライのもとに向かう。
キリガンは自らの生み出す「闇の怪物」のもたらす苦痛に苦しむ。グリーシャを集め、ニコライ王子とアリーナに対抗する。絆を通じてアリーナの見たものを見る。母バグラを殺しその骨で配下のグリーシャたちの力を強化する。
次期国王となったニコライは第一軍と第二軍でキリガンを攻める。だがキリガンは母バグラを殺し、その骨でグリーシャたちの力を増幅してニコライの軍を砦に追い詰める。クロウが来てニコライらを救う。アリーナは重傷を負ったマルを殺して「火の鳥」を取り込み「影溜まり」を消滅させる。キリガンを殺して「闇の怪物」を消滅させ、ニーナとともにマルを蘇生させる。追跡者の力を失ったマルはニコライの代わりに私掠船に乗る。アリーナを婚約者とするニコライは王となる。だが闇の影響力が戴冠式を汚す。

## 登場人物

### メイン
- アリーナ・スターコフ : ジェシー・メイ・リー（英語版） (田村睦心) - 地図製作者、「太陽の召喚者」、シュー人との混血。
- キリガン将軍 : ベン・バーンズ (内田夕夜) - グリーシャにして第2軍の司令官、数百年生きる「闇の主」、「影の召喚者」、「黒の将軍」。
- マルイェン（マル）・オレツェフ（バトリ勝悟）: アーチー・ルノー（英語版） - アリーナの幼馴染の孤児。追跡者。
- カズ・ブレッカー : フレディ・カーター（英語版） （鈴木達央）- ケテルダムのギャング「クロウ」のリーダー。
- イネジュ・ゲーファ : アミタ・スマン（英語版）（東内マリ子） - スリ人。カズの手下。
- ジェスパー・フェイヒー : キット・ヤング（英語版） （新祐樹）- 狙撃者。カズの手下。実は「物質を扱うもの」(デュラスト)
- ニーナ・ゼニク : ダニエル・ギャリガン（英語版）（松本沙羅） - グリーシャの「破壊する者」(ハートレンダー)　(S2からメイン)
- マティアス・ヘルバー : カラハン・スコグマン （奥村翔）- フョーダ軍のドゥルスケラ兵の魔女狩人（ウィッチハンター)。(S2からメイン)
- ジェンヤ・サフィン : デイジー・ヘッド（英語版） （弘松芹香）- グリーシャの「仕立てる者」。(S2からメイン)
- ワイラン : ジャック・ウルフ（英語版） （大野智敬）- ケテルダムの爆破師。(S2)
- ニコライ・ランツォフ（ユーリ・ストゥルムホンド） : パトリック・ギブソン（英語版）（石谷春貴） - 私掠船の船長にしてラヴカ国王の次男。
- トルヤ : ルイス・タン（丸中康司） - ニコライ王子の配下。タマルの弟。
- タマル : Anna Leong Brophy - ニコライ王子の配下。トルヤの姉。

### リカーリング
- バグラ : ゾーイ・ワナメイカー - グリーシャの訓練者、キリガン将軍の母。
- マリー : Jasmine Blackborow - グリーシャの「火を呼ぶ者」。
- ナディア・ザビン : ガブリエル・ブルックス（英語版） - グリーシャの「嵐を呼ぶ者」。
- イヴァン : シモン・セアルス（英語版） （江頭宏哉）- グリーシャの「破壊する者」（ハートレンダー）、キリガンの手下。
- フェデヨール・カミンスキー : ジュリアン・コストフ（英語版）（丸中康司） - グリーシャの「破壊する者」（ハートレンダー）、キリガンの手下。
- ゾーヤ・ナジャレンスキー : スジャヤ・ダスグプタ（川上彩） - グリーシャの「嵐を呼ぶ者」、キリガンの手下。
- デヴィッド・コスティック : ルーク・パスカリーノ - グリーシャの「作り出す者」、「物質を扱うもの」（デュラスト)、キリガンの手下。
- アパラット : ケヴィン・エルドン（英語版） - 国王の宗教的助言者。
- アーケン・ヴィッサー : ハワード・チャールズ（英語版） - 案内人。
- ヴァシリー : George Parker - ラヴカの皇太子で第1軍の指揮官。ニコライ・ランツォフの兄。

## エピソード

### シーズン1のエピソード
| 通算 話数 | シーズン 話数 | タイトル                                              | 監督               | 脚本                                   | 公開日        |
| --- | ------------- | ----------------------------------------------------- | ------------------ | -------------------------------------- | ------------- |
| 1 | 1             | "焼けつくような閃光" "A Searing Burst of Light"       | Lee Toland Krieger | エリック・ハイセラー                   | 2021年4月23日 |
| ラヴカは危険な「影溜まり」により東西に分断される。それぞれ特定の魔法をふるうグリーシャたちは第2軍を構成する。第1軍の地図製作者のアリーナは、影溜まりを東に船で渡る任務に就いた親友のマルと離れないために地図を燃やし、自分も同行するようはからう。ヴォルクラが船を襲い、アリーナは思わず閃光を発する。西ラヴカのケテルダムの街のギャング「クロウ」のリーダーのカズはドレーセンから、大金と引き換えに闇を退ける「太陽の召喚者」アリーナを連れてくるよう求められる。 |               |                                                       |                    |                                        |               |
| 2 | 2             | "光に潜む闇" "We're All Someone's Monster"            | Lee Toland Krieger | エリック・ハイセラー                   | 2021年4月23日 |
| キリガン将軍はアリーナを試して強力な「太陽の召喚者」であることを知り、首都オス・アルカにある、グリーシャを訓練する小王宮に送る。護送隊は敵国フョーダ軍の精鋭ドゥルスケラに襲撃されるも、キリガンが駆け付けてアリーナを守り送り届ける。ケテルダムでは、カズはペッカ・ロリンズに手を引くよう脅されるがひるまず、影溜まりを東に渡る方法を探る。カズの手下のイネジュは元の主人ヘリーンに、カズの借金と引き換えに暗殺を頼まれる。カズはヘリーンにクロウ・クラブの権利を渡し、イネジュによる案内人アーケン・ヴィッサーの暗殺を止める。 |               |                                                       |                    |                                        |               |
| 3 | 3             | "内に秘めた力" "The Making at the Heart of the World" | Dan Liu            | Daegan Fryklind                        | 2021年4月23日 |
| アリーナは小王宮でグリーシャとしてのぜいたくな暮らしを始め、王と女王に拝謁して太陽を召喚する力を見せる。カズが会おうとした「破壊する者」ニーナ・ゼニクはドゥルスケラのマティアス・ヘルバーに拉致され船で運ばれる。カズの手下ジェスパーを含むクロウの3人組はアーケンの導きで影溜まりを列車で渡る。 |               |                                                       |                    |                                        |               |
| 4 | 4             | "見捨てられし者" "Otkazat'sya"                        | Dan Liu            | Vanya Asher                            | 2021年4月23日 |
| アリーナとマルの連絡が絶える。アリーナはバグラの訓練を受け、グリーシャの試験を逃れて来たことを思い出す。マルはアリーナが絵に描いた伝説の「モロツォーヴァの牡鹿」の探索中にフョーダ軍に撃たれる。クロウは東ラヴカに着き、アリーナを誘拐するために芸人に化けて王宮に入り込むことにする。 |               |                                                       |                    |                                        |               |
| 5 | 5             | "太陽の女王" "Show Me Who You Are"                    | Mairzee Almas      | M. Scott Veach & Nick Culbertson       | 2021年4月23日 |
| 「モロツォーヴァの牡鹿」を目撃したマルは報告のためオス・アルカに来る。キリガン将軍は、王や賓客にアリーナを披露する。アリーナはキリガンに恋するようになる。クロウは王宮に潜入する。独立を謀る西ラヴカのズラタン将軍の命を受けていたアーケンはアリーナを殺そうとし、代役のマリーを殺す。バグラは牡鹿をキリガンが手に入れることを恐れてマルを襲わせる。数百年前に「影溜まり」を作ったのは、悪に落ちた息子のキリガンだとアリーナに打ち明けて王宮から逃す。アリーナはクロウの乗る馬車に隠れる。 |               |                                                       |                    |                                        |               |
| 6 | 6             | "再会" "The Heart Is An Arrow"                        | Mairzee Almas      | Shelley Meals                          | 2021年4月23日 |
| キリガンは「破壊する者」イヴァンの嘘を見分ける力でアーケンを尋問したのちに殺す。アリーナはカズら3人に見つかり逃げ、マルと再会する。マルの目撃した「牡鹿」が自分の能力を増幅することを知る。キリガン達はアリーナの後を追ってクロウに追いつき戦う。ニーナとマティウスの船は難破し、浜に打ち上げられた二人は親密になる。 |               |                                                       |                    |                                        |               |
| 7 | 7             | "立ちはだかる暗黒" "The Unsea"                        | Jeremy Webb        | Christina Strain                       | 2021年4月23日 |
| 数百年前、王に危険視され愛する女性を殺されて激怒したキリガンは、母バグラの助言に逆らって「闇溜まり」をラヴカにもたらす。現在、アリーナとマルは北で「牡鹿」を見つけるもキリガンに捕らえられ、アリーナは体に牡鹿の角を取り込まされた上で力の制御を奪われる。キリガンのスパイであったジェンヤが王を病気にし、キリガンの息のかかる助言者アパラットが摂政となっている。イネジュはアリーナを救世主と信じ、クロウは西ラヴカに運ばれるアリーナを奪おうとして船に乗り込む。マルも脱走し船に忍び込む。 |               |                                                       |                    |                                        |               |
| 8 | 8             | "未知への船出" "No Mourners"                          | Jeremy Webb        | エリック・ハイセラー & Daegan Fryklind | 2021年4月23日 |
| キリガンの手下フェデヨールがニーナとマティアスを見つける。マティアスを愛するようになっていたニーナはマティアスを奴隷商人と偽って捕らえさせてフェデヨールから逃れる。二人は西ラヴカに向かうが、マティアスは裏切られたと思い込む。キリガンはアリーナと賓客を船に乗せて「影溜まり」に入る。影溜まりを破壊せず、西ラヴカの独立をもくろむズルタン将軍ら敵を倒すために使う。クロウとマルはアリーナを奪回するために船に乗り込み、キリガンおよび手下と闘って倒す。手下のゾーヤがキリガンを裏切る。アリーナは光を呼び仲間たちをヴォルクラから救う。アリーナとマルは女王の首飾りをクロウに渡したのち、二人で逃げる。西ラヴカに戻ったクロウはニーナと出会う。キリガンは生存し、影溜まりを制御している。 |               |                                                       |                    |                                        |               |

### シーズン2のエピソード
| 通算 話数 | シーズン 話数 | タイトル                                          | 監督               | Teleplay by                        | 公開日        |
| --- | ------------- | ------------------------------------------------- | ------------------ | ---------------------------------- | ------------- |
| 9 | 1             | "追われし者たち" "No Shelter but Me"              | Bola Ogun          | エリック・ハイセラー               | 2023年3月16日 |
| アリーナとマルはノヴィ・ゼムに逃げ、第二の増幅物である「海竜」の情報を得る。裏切者としてラヴカ軍に追われて船に乗る。クロウの3人はケテルダムに戻る。クロウ・クラブはペッカ・ロリンズのものとなり、ヘリーン殺しの罪を着せられて逮捕されるも逃げる。カズはジェスパーが「物質を扱う者」であると知っている。ペッカと戦うために爆破師のワイランを雇う。ニーナはマティアスを救うのを助ける条件でクロウの仲間に加わる。クリバースクでは、キリガンがヴォルクラを従えて戻り、ジェンヤら囚われのグリーシャたちを解放する。 |               |                                                   |                    |                                    |               |
| 10 | 2             | "海竜" "Rusalye"                                  | Bola Ogun          | Nick Culbertson                    | 2023年3月16日 |
| アリーナとマルはユーリを船長とする私掠船でジェルカ島に着き、海竜を殺して体内に取り込む。東ラヴカに向かう。クロウはカズが子供のころから因縁のあるペッカを倒そうとするも、待ち伏せに遭いからくも逃げ出す。キリガンは「闇の怪物」のもたらす苦痛に苦しむ。 |               |                                                   |                    |                                    |               |
| 11 | 3             | "新たな味方" "Like Calls to Like"                 | Laura Belsey       | Donna Thorland                     | 2023年3月16日 |
| ユーリ船長は空を飛ぶ小型船を分離して、アリーナは影溜まりを破壊しようとするも失敗する。船は東ラヴカ不時着し、ユーリはラヴカ軍の前で自分が王の次男ニコライ王子であることを明らかにする。ユーリは自分がクロウを雇ったと告白し、グリーシャの避難所「糸車」にアリーナを連れて行き、ナディアに再会させる。第1軍やキリガンに対抗するため、アリーナに結婚を申し込む。ジェスパーとワイランはペッカの家に忍び込む。カズはペッカと戦うために手下を集める。格闘場で戦わされるマティアスを、ニーナが目撃しペッカに脅迫される。キリガンは母バグラを牢に入れ、3番目の増幅物「火の鳥」のことを尋ねる。ジェンヤはデヴィッドとともにキリガンから逃げようとして失敗する。 |               |                                                   |                    |                                    |               |
| 12 | 4             | "急襲" "Every Monstrous Thing"                    | Laura Belsey       | Shelley Meals                      | 2023年3月16日 |
| グリーシャは第2軍とキリガンの側の二つに分裂する。アリーナはニコライ王子と婚約し第2軍の指揮官になろうとする。キリガンから逃げたデヴィッドが投降し、アリーナとキリガンの間の絆を語る。マルは「闇の怪物」を倒せると言うシュー・ハンの伝説の剣ネシェンヤーを求めるが、脱走兵としてヴァシリー皇太子に逮捕される。キリガンは「闇の怪物」を婚約の祝宴に送り込み、皇太子を殺す。クロウは火痘の流行を偽装してペッカの事業を妨げる。ペッカに脅迫されたニーナが裏切ったふりをしてカズをペッカのもとに連れて行く。カズはペッカの息子アルビーを地下に捕らえたと嘘をついて、ペッカにヘリーン殺しの供述書とイネジュの権利放棄書に署名させ、ペッカは逮捕される。キリガンはジェンヤの顔に傷をつけて牢に入れる。バグラとジェンヤが脱走する。 |               |                                                   |                    |                                    |               |
| 13 | 5             | "やるべきこと" "Yuyeh Sesh (Despise Your Heart)"  | カレン・ガヴィオラ | Christina Strain                   | 2023年3月16日 |
| 「闇の怪物」に襲われた「糸車」では多数の死傷者が出る。マルの無事が確認される。糸車にはバグラとジェンヤが加わる。アリーナはキリガンとの絆に戸惑いバグラの助言を受ける。次期国王となったニコライを残し、アリーナは第三の増幅物「火の鳥」を探しに旅立つ。ニコライに送られたにトルヤとタマルにネシェンヤーを手に入れるよう依頼され、クロウはシュー・ハンに行く。ペッカ・ロリンズはマティアスと同じ刑務所に入る。 |               |                                                   |                    |                                    |               |
| 14 | 6             | "思いを捨てて" "Ni Weh Sesh (I Have No Heart)"    | カレン・ガヴィオラ | Daegan Fryklind                    | 2023年3月16日 |
| アリーナ、マル、バグラは火の鳥を探す。アリーナは絆を通じてキリガンに襲われ、火の鳥がマルに伝わっていることを悟ったバグラはキリガンと戦って死ぬ。マルはラヴカを救うために自分が死ぬことを覚悟する。クロウはシュー・ハンで毒ガスによる危機を脱し、ジェスパーがネシェンヤーを預けられる。 |               |                                                   |                    |                                    |               |
| 15 | 7             | "君と草むらに寝転んだ日" "Meet You in the Meadow" | Mairzee Almas      | Vanya Asher                        | 2023年3月16日 |
| キリガンは母バグラの骨で配下のグリーシャたちの力を増幅し、孤児院を攻める。これを知ったニコライ王子は第一軍と題二軍でキリガンを攻めるも待ち伏せされ、飛行船は墜落する。ニコライ王子らは砦に逃げ込むも、キリガン配下のグリーシャたちに追い詰められる。クロウが到着し、ニコライを救う。アリーナはマルの骨の一部をまず取り込もうとするが、「闇の怪物」に襲われる。ネシェンヤーを持ったイネジュが二人を救う。アリーナとマルはイネジュ、ニーナ、ゾーヤとともに飛行船で「影溜まり」に向かう。 |               |                                                   |                    |                                    |               |
| 16 | 8             | "墓も何も残さない" "No Funerals"                  | Mairzee Almas      | エリック・ハイセラー & Erin Conley | 2023年3月16日 |
| 「闇の怪物」が砦でクロウやニコライたちを追い詰める中、アリーナの乗る船はキリガンらに襲われる。マルは致命傷を負い、アリーナはマルを殺して「火の鳥」を体に取り込み、「影溜まり」を消滅させて東西ラヴカの分断は終わる。キリガンをネシェンヤーで殺すと、すべての「闇の怪物」が消える。ニーナとアリーナはマルを蘇生させるも、追跡者の力は失われている。クロウはネシェンヤーを手に入れた報酬をニコライから受け取る。マルはニコライの代わりに私掠船の船長となり、ナディヤとイネジュも乗り込む。ニーナは赦免状を得てマティアスを釈放しに行くが、同じ牢にいたペッカ・ロリンズに阻まれる。ケテルダムに戻ったカズはクロウ・クラブを取り戻す。アリーナと婚約するニコライは国王に戴冠されるも、鏡は闇の徴を映し出す。クロウは、グリーシャの力を1000倍に増幅する麻薬の追跡を依頼される。麻薬の影響下にあるグリーシャがニコライの戴冠式を襲う。 |               |                                                   |                    |                                    |               |

## 製作

### 開発
2019年1月、Netflixはエリック・ハイセラーをショーランナーとし、8話からなるシーズン1を発注した。ショーン・レヴィを製作総指揮とし、21ラップス・エンターテインメントが製作を担った。さらに、原作の作者であるリー・バーデュゴ、Pouya Shahbazian、ダン・レヴィン、ダン・コーエン、ジョシュ・バリーらが製作総指揮に名を連ねた。

### キャスティング
2019年4月、アリーナのキャスティングが始まった。2019年10月2日、リー・トランド・クリーガー がパイロット版を監督し、ジェシー・メイ・リー、ベン・バーンズ、フレディ・カーター、アミタ・スマン、キット・ヤング、アーチー・ルノーがメインキャストとなった。さらにスジャヤ・ダスグプタ、ダニエル・ギャリガン、デイジー・ヘッド、シモン・セアルスがキャストに加わった。2019年12月18日、カラハン・スコグマン、ゾーイ・ワナメイカー、ケヴィン・エルドン、ルーク・パスカリーノ、ジュリアン・コストフ、Jasmine Blackborow、ガブリエル・ブルックスらがキャストに加わった。

### 撮影
主な撮影は2019年10月にハンガリーのブダペストで始まり、2020年の2月に終了した。さらに2020年6月にカナダのバンクーバーで追加撮影が行われたが、新型コロナウイルス流行のために予定は遅れた。

### 音楽
ジョセフ・トラパニーズが作曲を担当した。2020年12月16日、サウンド編集は終了したと発表された。

### 言語
デイヴィッド・J・ピーターソンとChristian Thalmannが魔法師グリーシャの世界の言語を担当した。

## 公開
シーズン1は、2020年の配信開始が予定されていたが、2021年4月23日に配信となった。